# Giulio Aleni
Giulio Aleni (dont le nom chinois était Ai Rulüe), né en 1582 à Brescia, dans la république de Venise et mort le 3 août 1649 à Nanping, est un prêtre jésuite italien, missionnaire en Chine.

## Biographie
Giulio Aleni naquit à Brescia, en 1582. À dix-huit ans, il est reçu dans la Compagnie de Jésus ; et, après avoir achevé sa formation en philosophie et en théologie, il est choisi par ses supérieurs pour la mission de la Chine. Débarqué, en 1610, à Macao, il y professa les mathématiques en attendant une occasion favorable pour passer en Chine. Ce ne fut que trois ans après qu’il parvint à pénétrer dans cet empire, dont l’entrée était alors sévèrement interdite aux étrangers ; et dès lors il se consacrera à l'évangélisation tout en publiant différents traités (cosmologie et théologie). En premier, il prêcha l’évangile dans la province de Jiangxi. Dans la province du Fujian, il pilote la construction de plusieurs églises. Il meurt en août 1649, à l’âge de 67 ans après 36 années passées au service de l'Eglise catholique en Chine impériale.

## Œuvres
On a du P. Aleni plusieurs ouvrages, tous écrits en chinois, et par cette raison peu connus en Europe. Les principaux sont :
- une Vie de Jésus-Christ, ornée de planches en bois copiées sur celles dont Wierix, excellent graveur, a décoré le bel et rare ouvrage du P. Jérome Nadal ;
- le Dialogue entre l’âme et le corps, par St. Bernard de Clairvaux, trad. en vers chinois ;
- un grand traité de cosmographie (Theatrum orbis), dont on conservait un exemplaire en 2 vol. in-fol. dans la bibliothèque des jésuites à Rome ;
- les vies de plusieurs missionnaires, entre autres celle du P. Matteo Ricci, fondateur de la mission de la Chine.
- La Géographie du Monde[1].